# Lac de Mergozzo
Le lac de Mergozzo est un lac italien situé dans les Alpes lépontines, dans la province du Verbano-Cusio-Ossola, au nord du Piémont. Il est le 4e plus grand lac de la région.

## Géographie
Le lac est situé, à vol d'oiseau, à environ deux kilomètres du lac Majeur et une douzaine du lac d'Orta. Le lac de Mergozzo est dominé par le mont Montorfano (it) qui le sépare de la Vallée du Toce et les premières montagnes du valsesia.

## Géologie
Le lac représentait autrefois l'extrémité du bras ouest du lac Majeur. Pendant près de cinq siècles, les inondations de la rivière Toce ont formé une bande d'alluvions qui a séparé les deux bassins. On y trouve maintenant la frazione de Fondotoce, appartenant à la commune de Verbania.

## Caractéristiques
La longueur maximale du bassin est d'environ 2,5 km, la largeur d'un peu plus d'un kilomètre, alors que la circonférence est d'environ 6 km. La profondeur maximale de l'eau est de 74 mètres et la profondeur moyenne de 48.4 mètres, pour un volume de 90 millions m3. Aujourd'hui, le lac de Mergozzo et le lac Majeur sont reliés par un petit canal non navigable sur 2,7 km, dont les eaux coulent depuis le Mergozzo car il est plus élevé d'environ un mètre. Les eaux de ce petit lac se révèlent être parmi les plus pures et les plus propres en Italie grâce à l'absence d'industries, de rejet d'eaux usées et à l'interdiction de l'utilisation des bateaux à moteur.

## Source de la traduction
- (it) Cet article est partiellement ou en totalité issu de l’article de Wikipédia en italien intitulé « Lago di Mergozzo » (voir la liste des auteurs).